# لي يون جو
لي يون جو (الكورية: 이연주 ، من مواليد 1994) عارضة أزياء ومسابقة ملكة جمال كوريا الجنوبية التي توجت ملكة جمال كوريا للكون 2019. في 5 سبتمبر، 2019 عقدت في فندق جراند ووكرهيل في سيول، كوريا الجنوبية. توجت من قبل ملكة جمال كوريا السابقة بايك جي هيون عام 2018، حيث تفوقت على 30 متسابقين آخرين. ستمثل كوريا في مسابقة ملكة جمال الكون 2019.

## الروابط الخارجية
- Miss Universe Korea official website
- لي يون جو على إنستغرام

| الجوائز و الإنجازات | الجوائز و الإنجازات        | الجوائز و الإنجازات |
| ------------------- | -------------------------- | ------------------- |
| سبقه بايك جي هيون   | ملكة جمال كوريا للكون 2018 | تبعه يحدد لاحقا     |